# Cangrande della Scala
Alberto Canfrancesco della Scala (Vérone, 9 mars 1291 - Trévise, 22 juillet 1329), plus connu comme Cangrande della Scala, premier du nom, est un condottiere et un politicien italien du XIVe siècle, membre de la dynastie scaligère. Avec son frère Alboino, de 1308 à 1311, puis seul après la mort de ce dernier, il poursuit l'œuvre de ses prédécesseurs et porte la richesse et la puissance de Vérone à leur apogée.
Dante lui a dédié le Paradis de la Divine Comédie.

## Enfance, jeunesse et arrivée au pouvoir de Cangrande I
Cangrande est le cadet des trois fils d'Alberto I et le favori de son père. En septembre 1298, à l'occasion des réjouissances fastueuses (corte bandita) qui entourent le mariage de son frère Alboino avec Caterina Visconti et permettent à son père d'affirmer la puissance de Vérone, il est fait chevalier, en compagnie d'Alboino et d'autres rejetons de familles alliées.
Quand Bartolomeo I della Scala meurt en 1304, son seul fils, Francesco, n'est encore qu'un enfant. C'est le frère puîné du défunt, Alboino, qui prend le contrôle de Vérone et de ses possessions,. Il va gouverner sept années, seul jusqu'en 1308, puis avec l'aide de Cangrande, son frère cadet. À la fin du mois de septembre 1311, Alboino prend part au siège de Brescia, au cours duquel il est frappé par la contagion qui décime les troupes impériales. Il meurt le 29 novembre, laissant à peine à Cangrande le temps de rentrer précipitamment de Ligurie pour assurer la continuité du pouvoir. Étant déjà capitano del Popolo depuis 1308, Cangrande s'impose sans coup férir à la tête de Vérone, dont il va élargir considérablement les possessions.
Son règne est marqué par une double fidélité : à l'Empire, dont il tire sa légitimité en tant que vicaire impérial ; au parti gibelin, dont il devient le chef incontesté dans le nord de l'Italie. À ce titre, il intervient, seul ou avec ses alliés, en Lombardie, en Émilie et jusqu'à Gênes. Mais sa véritable ambition reste la reconstitution de l'ancienne Marche de Vérone, sur le territoire de laquelle il bataille sans relâche, le plus souvent en lien avec ses alliés de Mantoue. Jouant en permanence sur les luttes internes qui déchirent les cités-états voisines de Vérone, et s'appuyant tour à tour sur leurs exilés ou sur des familles locales, il annexe, entre 1312 et 1329, les provinces de Vicence, de Padoue et de Trévise.

## Généalogie
| • L'échelle porte4 ou 5 barreaux.  |  | Blasons des Della Scala• Variante avec chiens affrontés.  |  | • Variante avec aigle impériale. |
| • L'échelle porte 4 ou 5 barreaux. |  | Blasons des Della Scala • Variante avec chiens affrontés. |  | • Variante avec aigle impériale. |

## Relations avec l'Empire et la papauté

### Sous Henri VII

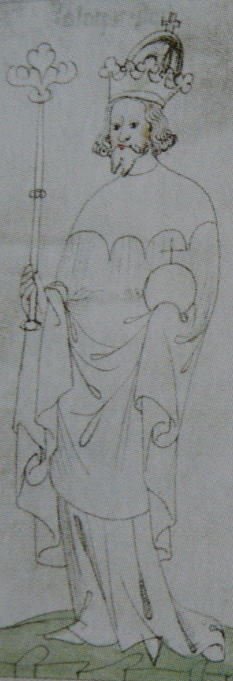
Henri VII du Saint-Empire (Chronicon Aulae Regiae).

En 1310, le retour de l'Empire sur l'échiquier politique italien, en la personne d'Henri VII, trouve Vérone et les Della Scala dans une situation de force. Désireux de rétablir ses droits italiens tombés en déshérence, L'empereur se trouve face à la résistance des guelfes, des cités libres de Toscane, de Robert d'Anjou, roi de Naples et du pape Clément V. Les Della Scala se comportent en loyaux sujets de l'Empire, tout en évitant soigneusement de mettre en œuvre la politique de réconciliation imposée par l'empereur, qui souhaite voir tous les exilés, guelfes ou gibelins, réintégrés dans leurs cités et dans leurs droits.
Alboino et Cangrande acceptent même le vicariat que leur impose Henri VII, en la personne de Vannizeno Lanfranchi, vicariat qui leur est rapidement transféré à l'occasion du conflit ouvert entre l'Empire et Padoue. Le 15 avril 1311, les troupes scaligères font, avec les soldats impériaux, leur entrée dans Vicence, ville prise à Padoue et préfigurant un gain territorial qui va être confirmé à Cangrande en 1312, quand Henri VII le nomme vicaire impérial de la ville, en récompense de sa fidélité inébranlable à la cause gibeline.
Pendant l'été 1312, le parti gibelin gagne du terrain : Modène se déclare pour l'empereur, le seigneur de Trévise tourne casaque et scelle son alliance avec Vérone par deux mariages croisés. Mal lui en prend, puisque ses sujets le chassent de la ville au mois de décembre 1312 pour revenir à leur statut de république.
Mais l'empereur ayant déçu certaines espérances, des défections s'opèrent également dans l'autre sens : Parme rejoint le parti guelfe, désormais conduit par Robert d'Anjou, roi de Naples, Ferrare confirme son opposition. Le parti gibelin est réduit à Vérone, Milan, et Mantoue quand, le 24 août 1313, alors qu'il est engagé contre les guelfes de Toscane, Henri VII meurt à proximité de Sienne.

### Sous Frédéric le Bel

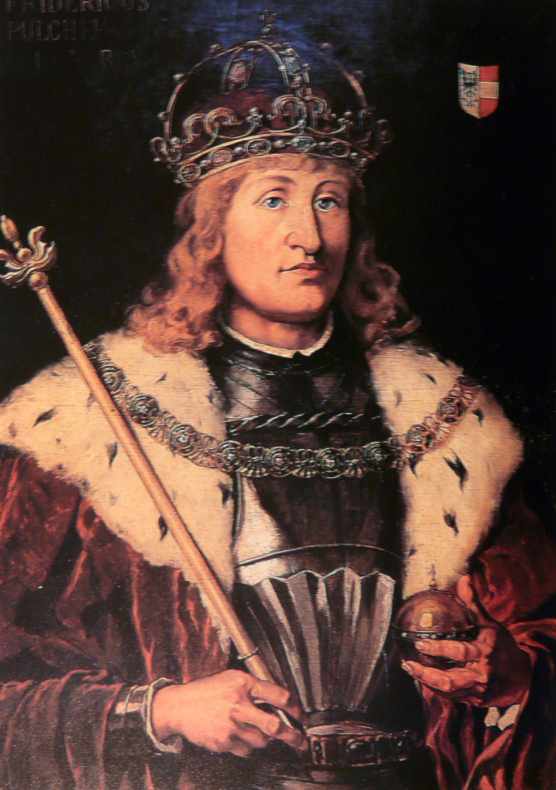
Frédéric « le Bel » d'Autriche. Tableau exposé à la mairie de Mühldorf.

En octobre 1314, les princes de l'Empire réunis pour la succession d'Henri VII, se partagent en deux factions : l'une soutient Louis de Bavière, l'autre prend fait et cause pour son cousin Frédéric « le Bel » d'Autriche. Ayant profité quelques années de la liberté que lui a donné l'inter-règne impérial, Cangrande rend finalement hommage à Frédéric le 16 mars 1317. Il reçoit en échange confirmation de son vicariat sur Vérone et Vicence.
Mais Jean XXII, le nouveau pape, trouve dans la nomination disputée de l'empereur une occasion d'affirmer la suprématie de l'Église. Il refuse de choisir entre les deux élus puis, affirmant qu'il ne peut y avoir d'empereur sans investiture explicite du souverain pontife, il déclare l'Empire vacant. Le 30 mars, il déclare le trône impérial vacant, interdit à quiconque, sous peine d'excommunication, de se prévaloir du vicariat impérial et nomme Robert d'Anjou, alors roi de Naples, vicaire impérial pour toute l'Italie. En juin 1317, sommé de renoncer à son vicariat par le pape, Cangrande reçoit ses émissaires pour leur signifier une fin de non recevoir. Il est excommunié le 6 avril 1318, tout comme Matthieu Visconti (seigneur de Milan) et Passerino Bonacolsi (seigneur de Mantoue). Sa fidélité à l'empereur fait perdre à Cangrande l'occasion de s'emparer de Trévise, dont les habitants au bord de la reddition ne doivent leur salut qu'à l'empereur Frédéric qui les prend sous sa protection et empêche Cangrande d'aller jusqu'au bout de ses projets d'annexion. Elle contrarie aussi ses visées sur Padoue, quand Henri de Goritz se porte au secours de la ville qui, en contrepartie, accepte de le reconnaître comme vicaire impérial.

### Sous Louis de Bavière

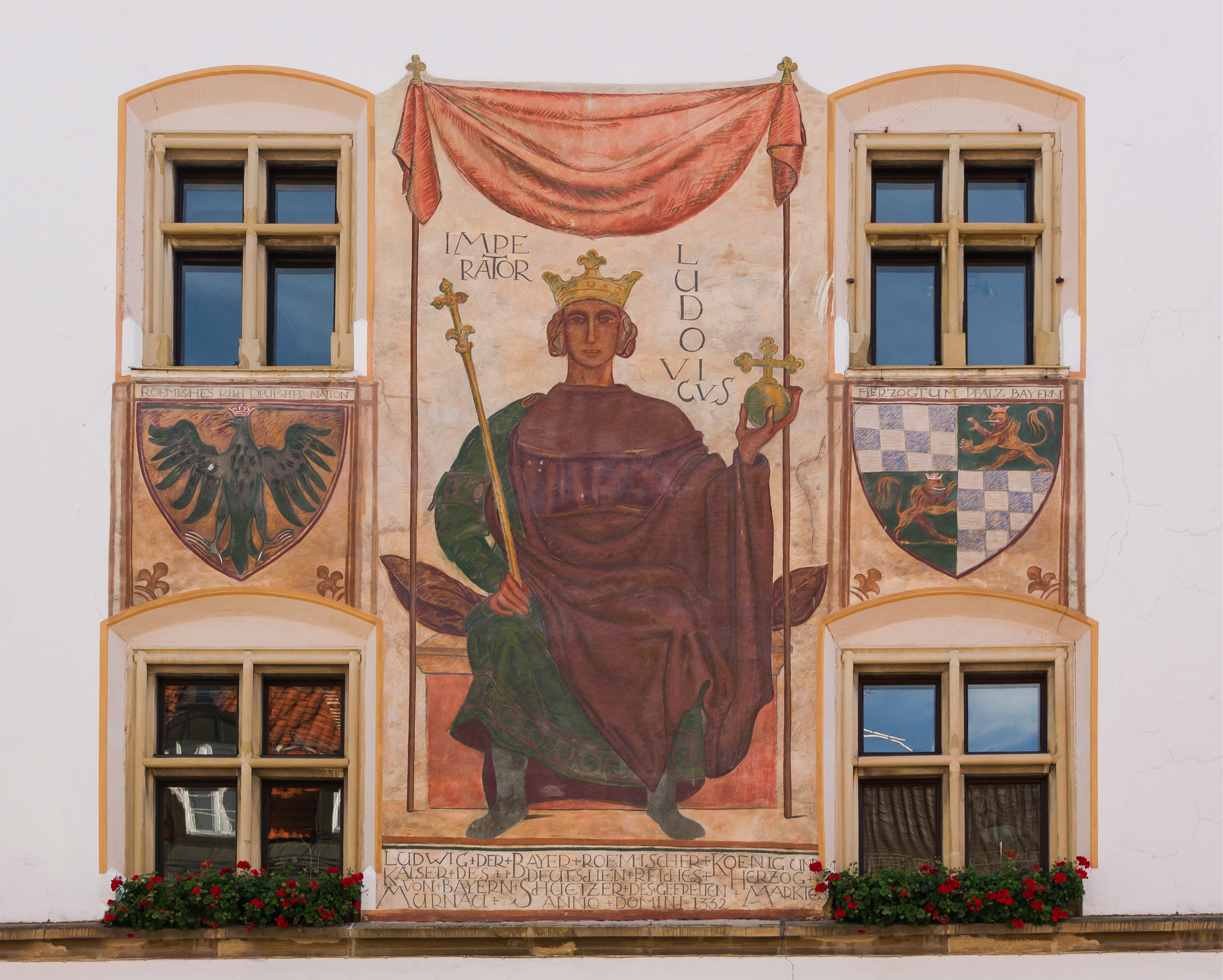
Louis IV, fresque sur la façade de l'hôtel de ville de Murnau am Staffelsee, Bavière, Allemagne.

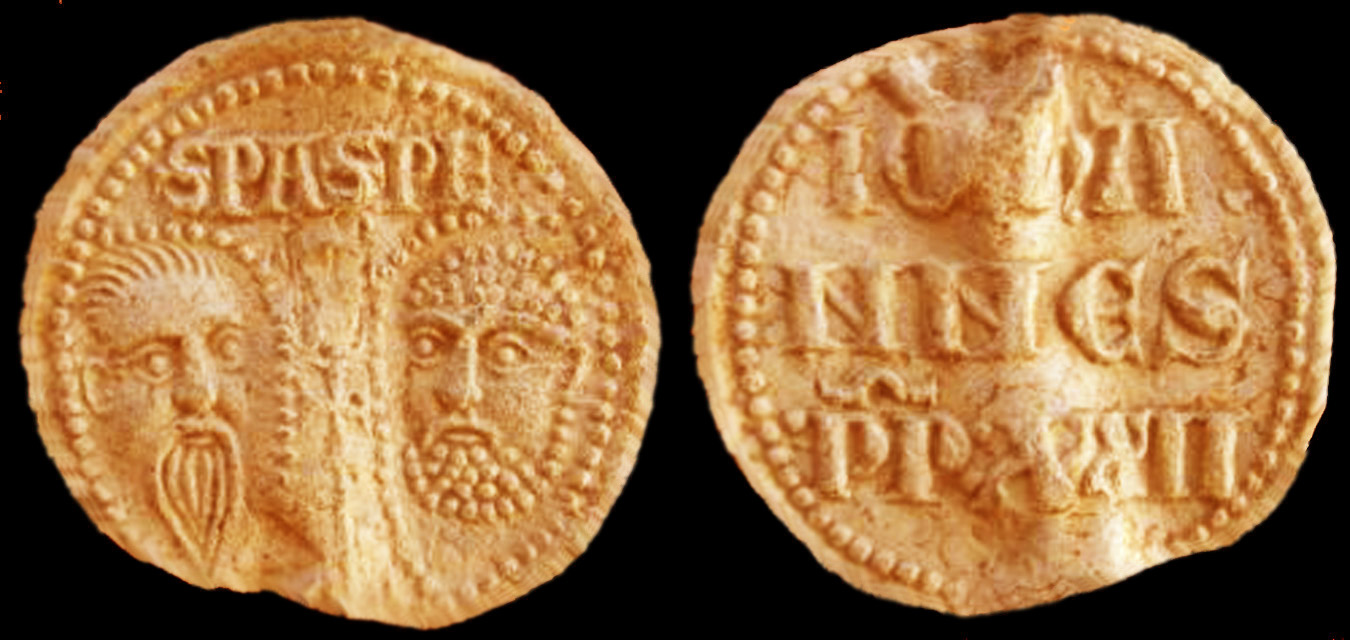
Sceau d'une bulle pontificale du pape Jean XXII.

Le 28 septembre 1322, Louis de Bavière a enfin raison de son rival Frédéric à la bataille de Mühldorf. Comme la plupart des gibelins, Cangrande rejoint le camp du vainqueur, non sans que le pape, qui n'a pas renoncé à ses prétentions sur l'empereur, ait tenté d'attirer à lui le seigneur de Vérone, en levant l'excommunication prononcée en 1318, tentative renouvelée en vain en juillet 1326.
C'est le moment choisi par les gibelins du nord de l'Italie pour inviter Louis de Bavière à venir se faire couronner dans la péninsule. L'empereur, venant d'Innsbrück arrive à Trente en janvier 1327. Cangrande, qui lui rend immédiatement visite, exige le vicariat sur Padoue, que Frédéric lui refuse. Après avoir menacé de rejoindre le parti guelfe, Cangrande obtient la confirmation du vicariat impérial sur sept cités : Vérone, Vicence, Feltre, Belluno, Monselice, Bassano et Conegliano. Le 31 mai 1327, quand Louis reçoit à Milan la couronne des rois lombards, Cangrande est au premier rang des grands seigneurs qui assistent à la cérémonie, faisant étalage de sa puissance et de ses richesses au point d'indisposer ses hôtes, les Visconti.

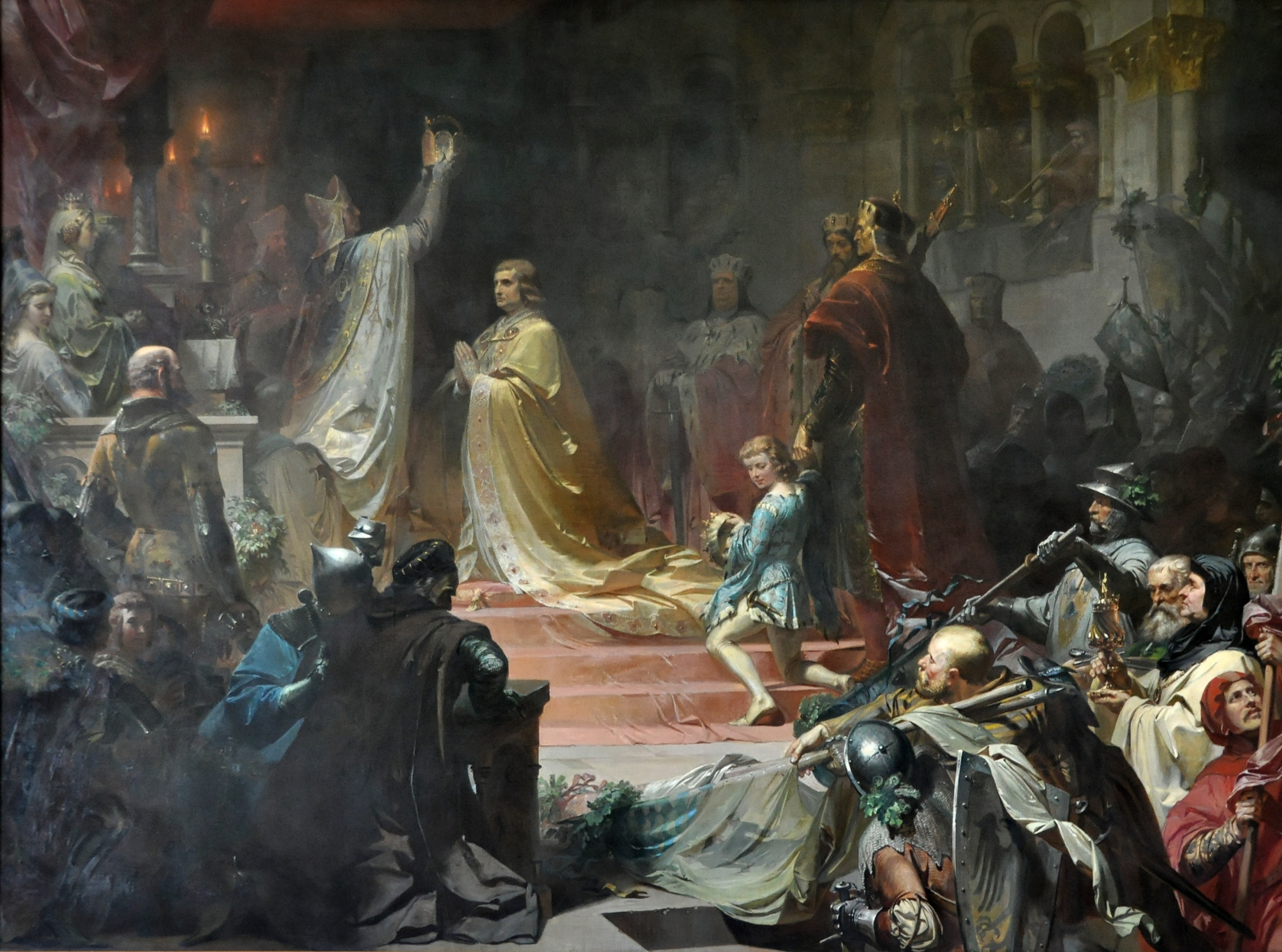
Louis de Bavière couronné empereur à Rome, dans un tableau de 1876.

En janvier 1328, Rome ouvre ses portes à Louis, mais le légat du pape ayant ordonné au clergé de quitter la ville, il doit se contenter d'être couronné empereur par un membre de la noblesse romaine. Jean XXII déclare sa déchéance le 3 avril 1328. En retour, le 14 avril, Louis déclare Jean XXII déchu pour hérésie, et désigne comme antipape un franciscain, qu'il fait acclamer par les Romains et couronner à Saint-Pierre, le 22 mai suivant, sous le nom de Nicolas V. Le 4 août 1328, Louis quitte Rome sous les huées, et s'établit à Pise. Apprenant que les Visconti, dont il a fait emprisonner les trois chefs lors de son séjour à Milan, se rapprochent du parti papal, et redoutant de se voir couper la route du retour vers la Bavière, l'empereur quitte précipitamment Pise pour organiser le siège de Milan. En avril 1329, il convoque les rares soutiens qui lui restent à Marcaria (province de Mantoue). Trois jours plus tard, après une entrevue secrète, l'empereur annonce qu'il a nommé Cangrande vicaire impérial à Mantoue. Il semble que Cangrande, déçu par le peu de docilité des Gonzague qu'il vient d'y installer, ait cherché le vicariat comme une garantie. Appelé en urgence à se saisir de Trévise, il suspend ses projets concernant Mantoue, et quitte Marcaria et l'empereur, sans savoir qu'il n'a plus que quelques semaines à vivre.

## Alliances gibelines et inimitiés guelfes
Les conflits qui déchirent les cités-états du nord de l'Italie et les jettent les unes contre les autres sont sous-tendus, pendant le règne de Cangrande I, par les anciennes inimitiés entre familles guelfes, qui prennent le parti du pape, et les familles gibelines, qui tiennent pour l'Empire. L'apparition de l'empereur Henri VII sur la scène italienne, les luttes qui entourent sa succession et l'attitude du pape qui prétend s'élever au-dessus de l'institution impériale ravivent les tensions entre guelfes et gibelins et servent de couvert à toute une série de règlements de comptes et à la poursuite d'intérêts particuliers. Cangrande sait jouer de ces tensions et en tirer le meilleur parti dans sa reconquête, au profit de Vérone et des Della Scala, des territoires de l'antique Marche de Vérone.
Entre 1305 et 1310, Alboino a renoué avec la politique antiguelfe des premiers Scaliger, et plus particulièrement contre les représentants et les alliés de la maison d'Este. En mai 1305, Vérone s'est associée à la ligue formée par Mantoue et Brescia pour déposséder Azzo VIII d'Este de Reggio et de Modène et le chasser de son fief de Ferrare. En novembre, au terme d'un travail diplomatique auquel Vérone a participé activement, Parme les a rejoints. En janvier 1306, Bologne et les Ferrarais exilés se joignent à la ligue, ainsi que Francesco, le frère d'Azzo, que celui-ci a écarté du pouvoir.
Pendant l'été 1306, alors que Cangrande opère comme condottiere sous les ordres de son frère Alboino, Vérone et Mantoue, manœuvrant la plupart du temps comme une seule armée, prennent Ficarolo et, en octobre, Bergantino. En mars 1307, le pacte mobilisé contre Azzo d'Este est confirmé à Suzzara, tandis que les da Polenta de Ravenne viennent le renforcer. En août 1307 Mantoue et Vérone envahissent le territoire de Crémone, mais le sort de la guerre se retourne contre eux quand les Ferrarais attaquent Ostiglia, possession de Vérone, et Serravalle. La mort d'Azzo (31 janvier 1308) met fin aux hostilités. C'est à cette occasion, lors de la signature des accords de Montegrotto (3 et 15 mars 1308) qu'apparaît pour la première fois, à côté de la signature d'Alboino, celle de son frère cadet Cangrande, qui y est désigné comme capitano penes se (lieutenant).
À partir de cette date, Alboino et Cangrande gouvernent ensemble Vérone. En avril 1308, ils garantissent leur frontière septentrionale en se liant avec Otton, duc de Carinthie, puis s'interposent dans les luttes partisanes qui déchirent les cités lombardes, resserrant aux passages leurs alliances : ils volent au secours de Gilberto da Correggio, qui vient d'être chassé de sa ville de Parme ; ils défendent les Brescians contre leurs guelfes exilés ; ils confirment, en 1308 et en 1309, leur pacte avec Mantoue, Brescia, Parme et Modène ; en 1309, avec Mantoue, ils prennent le parti des Scotti à Plaisance et, en 1310, celui des da Sesso à Reggio.

## Politique intérieure de Cangrande à Vérone
Contrairement aux autres cités du nord de l'Italie, Vérone présente pendant la période de Cangrande une particularité : à partir de 1272-1275, les citoyens qui en sont bannis en sont expulsés à vie. Privés de refuge dans la province, les exilés ne peuvent que servir de « chair à canon » aux cités qui acceptent de les héberger. Les Lendinara se « padovanisent » ainsi totalement. Vinciguerra Sambonifacio et Pescaresio Dalfini, de Peschiera, fréquentent la cour d'Henri VII. On trouve une liste de ces exilés établie en 1313 et une autre, annexée au traité de paix conclu en avril 1318 avec Trévise, qui s'est engagée à les expulser. On y trouve trace des bannis de 1269 (Crescenzi, Turrisendi, Dalle Carceri) mais également des familles chassées de la cité après l'assassinat de Mastino I, en 1277, ainsi que les conjurés qui ont comploté contre le père de Cangrande, Alberto.
L'époque de Cangrande I se caractérise par de bons rapports avec les autorités ecclésiastiques locales, par ailleurs étroitement contrôlées. La période est également marquée par une pression fiscale importante, due à l'exiguïté relative du territoire en proportion des dépenses très élevées nécessaire à la guerre et au train de vie princier de la cour scaligère sous Cangrande. La dynamique politique et territoriale impulsée par Cangrande ne répond pas, en effet, à un développement économique de Vérone et sa stratégie de conquête ne génère aucune valeur ajoutée au niveau de la Marche. Pendant les absences répétées du seigneur, Vérone est confiée à des podestats de confiance, comme Federico della Scala, Francesco Della Mirandola, et, de 1314 à 30, Ugolino da Sesso. L'administration citadine doit cependant s'adapter aux fréquentes absences de son seigneur. On trouve trace, en 1323, d'un liber ambaxatarum qui semble avoir rassemblé les ambaxate, des ordonnances passées par Cangrande et applicables immédiatement par le podestat et par les fonctionnaires de la Domus Mercatorum, dont Cangrande conserve, toute sa vie, le titre de podestat. En 1319, il en fait d'ailleurs réécrire les statuts. En 1328, il procède de même pour les statuts de la ville, où il inscrit définitivement le rôle prééminent du vicarius.
La domination de Cangrande sur Vérone n'est remise en question qu'une fois . En 1325 la rumeur se répand qu'il est gravement malade. Federico della Scala et Alberto et Mastino, les fils d'Alboino, tentent d'emporter la succession. Federico est capturé, jugé et exilé le 14 septembre et ses amis sont éliminés, tandis que les neveux échappent aux sanctions. Les enfants illégitimes de Cangrande ne sont pas cités à cette occasion,.

## Politique de Cangrande dans la Marche de Vérone

### Annexion de Vicence
En 1312, Cangrande intervient dans les affaires de Vicence. Au prétexte d'arbitrer un conflit entre cette dernière et Padoue, il convainc l'empereur de le nommer vicaire impérial à Vicence. Le 11 février 1312, il fait son entrée dans la ville qu'il annexe aux possessions de Vérone, repoussant ainsi ses frontières à l'est jusqu'à toucher celles de Padoue. Alarmés par cette expansion territoriale, les Padouans se rebellent contre l'empereur, mettent à feu et à sang les campagnes qui entourent Vicence, puis le sud-est du territoire de Vérone. En avril 1312, ils profitent d'une absence de Cangrande pour s'attaquer à Vicence, espérant un soulèvement des guelfes restés en ville. Revenu en hâte, Cangrande retourne la situation et soumet Vicence, qu'il soupçonne de déloyauté à son égard, à une purge sanglante. Les relations entre Cangrande et les Vicentins resteront toujours entachées de soupçons et de griefs réciproques.

### Guerre contre Padoue
Le 1er juin 1312, une coalition de cités guelfes, dont Padoue, Ferrare, Crémone et Trévise, assemble à Quartesolo une armée de 14 000 fantassins et de 3 500 cavaliers, commandée par un groupe de condottieri aux intérêts divergents et aux avis partagés. Elle regagne Padoue le 29 juin, après quelques escarmouches qui lui ont coûté environ 400 hommes. En juillet, appelé au secours par Modène, Cangrande s'absente à nouveau et ses ennemis en profitent pour dévaster les alentours de Cologna Veronese. Il doit revenir à Vicence pour éviter un soulèvement de la population furieuse du joug despotique qu'il lui impose.
Le 16 juin 1313, après bien des hésitations, l'empereur déclare Padoue ville rebelle, lui impose une amende de 10 000 lires, prive ses habitants de tous leurs droits d'hommes libres, ordonne la suppression de l'université et exige que ses fortifications soient rasées. Loin d'être intimidés par ces imprécations, le 24 juin, les Padouans lancent un assaut massif sur les fortifications à l'est de Vérone, auquel résiste vaillamment la garnison commandée par un parent de Cangrande. Mais le territoire situé entre Vérone et Vicence, ainsi que toutes les possessions de Vérone situées à l'est de l'Adige sont saccagées,.
Le 24 août 1313, l'empereur Henri VII meurt à proximité de Sienne, libérant provisoirement Cangrande de ses obligations vis-à-vis de l'armée impériale. Profitant d'un changement de gouvernement à Padoue, il entame en novembre des pourparlers avec les nouveaux maîtres de la ville. L'échec de ces négociations le pousse à prendre l'offensive. Il profite de la morte saison pour lever une armée de 13 000 fantassins et de 3 000 cavaliers. Le 1er avril 1314, assuré de la neutralité de Trévise, Cangrande conquiert plusieurs places fortes appartenant à Padoue, forçant son adversaire à venir à sa rencontre et lui infligeant une sévère défaite (1 500 prisonniers). En novembre, avec la bénédiction de Venise, la paix est signée avec Padoue et Trévise.
Le conflit entre Vérone et Padoue va durer 17 ans, 4 mois et 25 jours et faire, selon Allen, 100 000 morts, entrecoupé de trêves, de période de paix, d'interventions étrangères, d'alliances, de volte-face, de trahisons et de coups de force.
Dans les années 1325-1328, Cangrande soutient les exilés padouans, comme Corrado da Vigonza, Paolo Dente et Nicolò da Carrara, en conflit avec son cousin Marsilio, capitaine de la ville. À l'automne 1327 une bonne partie de la province de Padoue est entre les mains des exilés. L'absence de perspectives contraint Marsilio da Carrara à traiter avec Cangrande, qui, trahit Nicolò da Carrara et scelle son alliance avec Marsilio en organisant le mariage de Taddea, une nièce de ce dernier avec son neveu Mastino (II) della Scala. Finalement, la ville tombe entre les mains de Cangrande le 10 septembre 1328, épuisée par la guerre, les sièges, les luttes intestines et l'occupation étrangère sollicitée en renfort. Cangrande devient seigneur de Padoue, Marsilio Da Carrara en est le Capitaine, mais le Véronais a placé ses fidèles : Bernardo Ervari comme podestat et Spinetta Malaspina capitaneus forensis militie. Quelques mois plus tard, une nouvelle curia célèbre fastueusement les noces de Mastino II et de Taddea. À cette occasion, Cangrande fait chevalier pas moins de trente-huit jeunes gens de la noblesse parente et alliée.
Marsilio da Carrara reçoit les biens appartenant à des familles padouanes éminentes et Cangrande l'utilise pour commander la province par son intermédiaire. Quand on lui remet la bannière du peuple (le "vexillum populi"), il la tend immédiatement à Marsilio, qu'il fait vicaire de la ville tout en en conservant le principat. Il refuse l'argent collecté parmi les citoyens et respecte scrupuleusement les pratiques commerciales de Padoue, ainsi que ses coutumes en matière de foires et de marchés. La domination de Cangrande sur Padoue a été qualifiée par les contemporains de légère. Une fois la ville conquise, Cangrande doit en effet faire preuve de prudence pour gouverner une province dont tous les intérêts, historiquement orientés vers Venise, sont contraires à ceux de Vérone. Il parvient à maintenir les bons rapports qu'il entretient avec la république lagunaire, au point de se voir conférer, chose rare à l'époque, la citoyenneté vénitienne de intus e de extra (mars 1329).

### Visées sur Mantoue
En 1327-1328, pour des raisons personnelles ou territoriales encore mal comprises, il interfère avec la politique intérieure de Mantoue, prêtant la main à un coup de force qui élimine son allié de longue date, Passerino Bonacolsi, vicaire impérial dans la ville. Celui-ci est remplacé, le 16 août 1328, par Luigi Gonzaga, membre d'une famille en phase patrimoniale et politique ascendante. L'intervention se révèlera un mauvais calcul pour les successeurs de Cangrande, qui devront compter avec les Gonzague comme puissance de plus en plus indépendante de Vérone. En 1329, quand il obtient le vicariat impérial sur Mantoue, Cangrande le fait rédiger à son nom "et filiis suis". Il est donc possible qu'ayant désigné ses neveux Alberto (II) e Mastino (II) pour lui succéder à Vérone, Vicence et Padoue, Cangrande ait souhaité réserver Mantoue à ses fils illégitimes.

### Prise de Feltre et de Belluno
En juin 1321, Cangrande, s'appuyant sur Gorgia de Lusia, un prétendant à l'évêché de Feltre, s'empare de la ville avec l'aide de Siccone da Caldonazzo. Dans le même temps, profitant des dissensions apparues à Belluno après l'assassinat de Guecellone da Camino, Cangrande prend les places fortes d'Avoscano et de Sommariva. Les comtes de Cesana lui font soumission et, en octobre 1322, Belluno se donne à lui. La noblesse locale, ralliée à lui après ces annexions, constituera un appui pour ses dernières entreprises militaires.

### Annexion de Trévise et mort de Cangrande

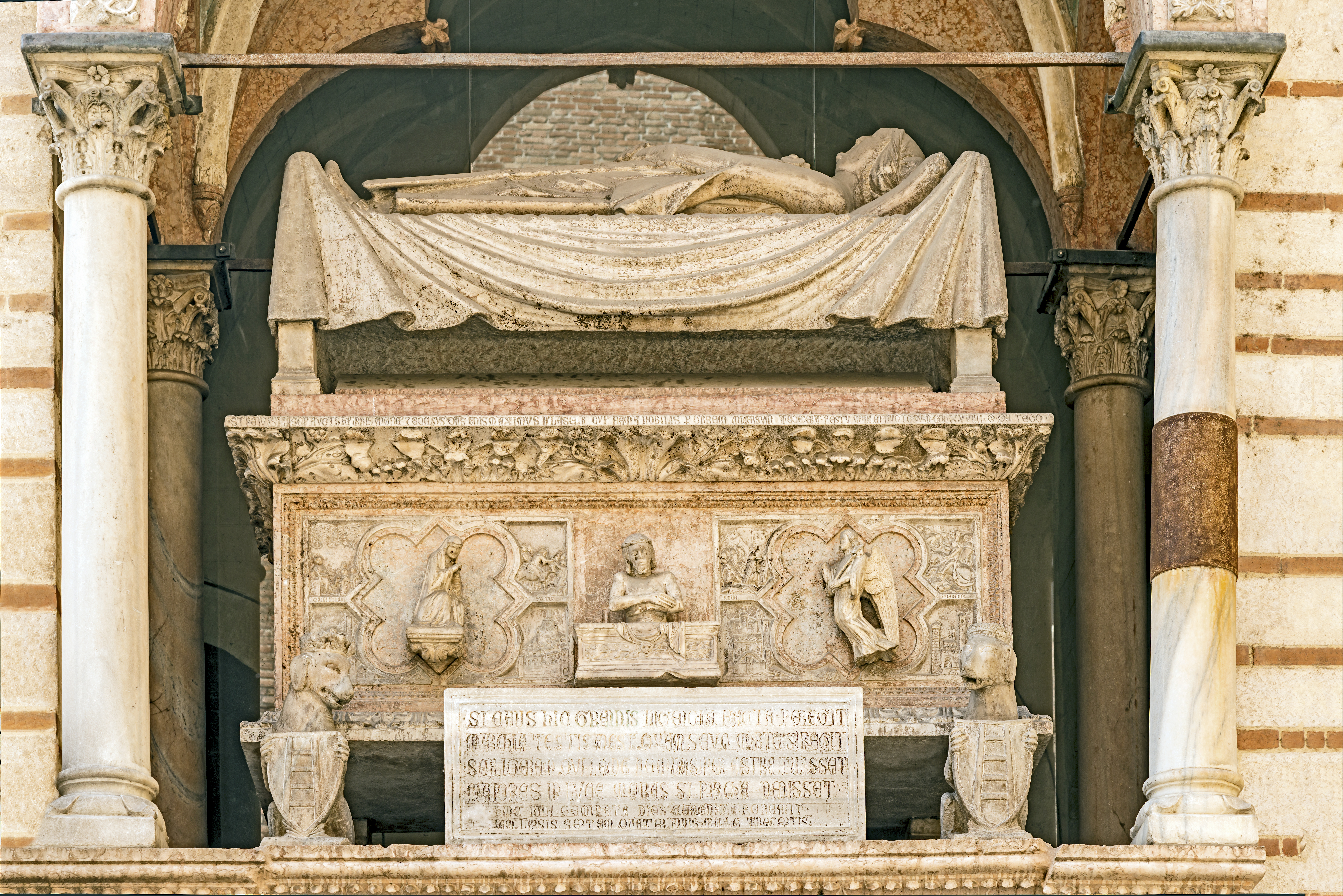
Le tombeau de Cangrande della Scala

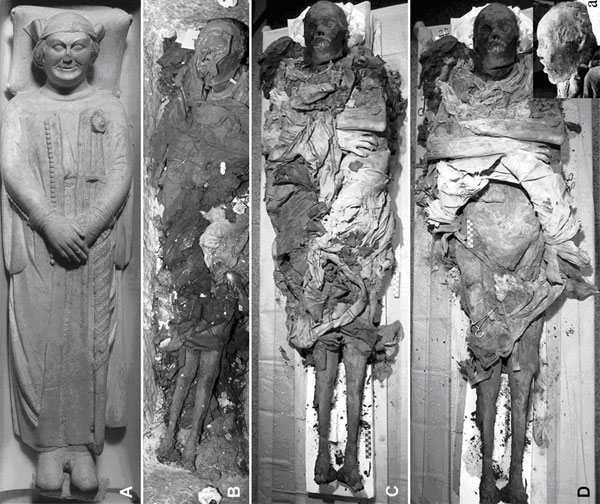
Partie supérieure du sarcophage contenant le corps naturellement momifié de Cangrande della Scala (photographie Gino Fornaciari). C'est sur ce cadavre qu'ont été réalisées, en 2014, les études permettant de conclure à un empoisonnement.

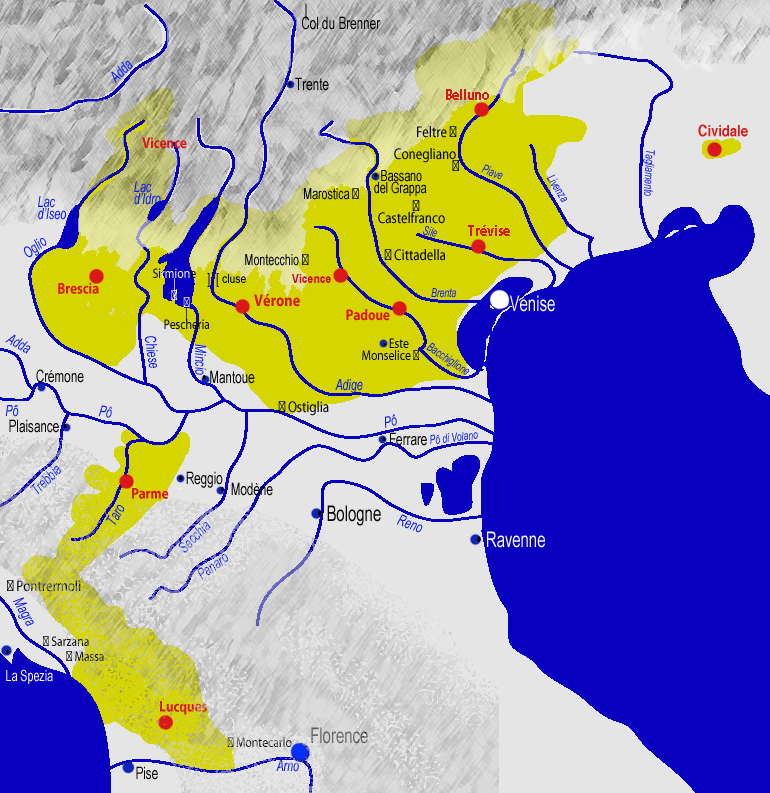
Les possessions des Della Scala en 1336, sept ans après la mort de Cangrande I.

Toujours orienté vers l'est, le regard de Cangrande se porte depuis longtemps, au-delà de la ligne Vicence-Padoue délimitée par le cours du Bacchiglione, sur la province de Trévise. Plus qu'ailleurs, la cité est divisée entre un peuple guelfe qui y a installé une république, et une noblesse gibeline, qui en a été exclue. En septembre 1318, Cangrande accepte de cette dernière les châteaux appartenant à Astico Tempesta, Guecello da Monfumo et Antonio da Rovere, contre la promesse de les aider à s'emparer de la cité. La traitrise qui doit permettre la prise de la ville ayant été éventée, les Trévisans ont le temps de recourir à l'empereur qui, jouant sur la loyauté indéfectible de Cangrande, obtient son retrait.
En avril 1329, les exilés trévisans prennent à nouveau langue avec Cangrande, lui promettant la ville en échange de son aide. Début juillet 1329, Cangrande lance l'offensive contre Trévise affaiblie par ses luttes internes. Il entend y adopter le même schéma qu'à Padoue, s'appuyant sur une famille de la noblesse locale, les Tempesta, avec lesquels il entretient depuis longtemps des rapports étroits. Le capitanat de la cité conquise est réservé à Guecello Tempesta, tandis que Pietro Dal Verme, un fidèle de Cangrande, est destiné à y occuper la charge de podestat. Après un siège de deux semaines, Trévise, isolée, en manque de ravitaillement et affaiblie par les luttes internes, se rend le 17 juillet. Cangrande y fait son entrée le 18. Mais il meurt le 22 juillet 1329, emporté par un empoisonnement à la digitale. Son décès est d'abord gardé secret et son corps, sorti de Trévise à la tombée de la nuit, regagne Vérone sans aucun apparat. Cheminant toute la nuit et la journée du lendemain, le chariot tiré par quatre chevaux arrive à Vérone dans la soirée. Après avoir passé la nuit dans une petite chapelle aux portes de la ville, le cercueil est paradé dans les rues de Vérone, précédé par douze chevaliers. L'un d'entre eux porte l'armure du défunt et brandit la lame nue de son épée. Il est inhumé provisoirement à Santa Maria Antica avant d'être transféré dans le monument funéraire érigé à sa gloire. Le monument équestre de Cangrande est situé devant le portail de Santa Maria Antiqua de Vérone. Il y est représenté chevauchant, son casque à cimier dans le dos, les jambes tendues vers l'avant, l'épée levée. Sur le sarcophage, une dalle porte son gisant; une pyramide le surmonte et supporte l'effigie équestre. Étant mort jeune et brutalement, c'est certainement son neveu Mastino II qui commanda le monument entre 1340 et 1345
Qui étaient les auteurs ou les commanditaires du meurtre ? L'article du Journal of Archaeological Science, confirmant la thèse de l'empoisonnement, laisse planer l'incertitude : "Les principaux suspects sont les États voisins, la république de Venise ou le duché de Milan, inquiets du nouveau pouvoir régional de Cangrande et de Vérone ; l'ambitieux neveu de Cangrande qui, à la mort de celui-ci, lui succéda à la tête de Vérone en association avec son frère Alberto, ne peut pas être totalement exclu comme instigateur du meurtre".

## Succession de Cangrande I
À sa mort, Cangrande n'a pas d'héritier légitime. Sur son lit de mort, il a confirmé son intention de porter ses neveux, Alberto et Mastino à la tête de Vérone et de ses possessions. Le 23 juillet 1329, ils sont élus capitaines du Peuple par les différents conseils et, le 27, podestats des Marchands.